# ميي تشاكالانغ
ميي تشاكالانغ (بالإنجليزية: Mie cakalang)‏ هو حساء عصائبية تقليدي من مطبخ ميناء حسن، شمال سولاويزي، إندونيسيا. يتكون من العصائبية والتونة الوثابة. "ميي" تعني "عصائبية"، بينما تشاكالانغ تعني "التونة الوثابة".

## المكونات
يشتهر حساء العصائبية برائحة سمك التونة الوثابة، وتشمل مكوناته العصائبية الصفراء، والتونة الوثابة، وتشوي سوم [الإنجليزية]، والملفوف، والفلفل الحار، والبصل الأخضر، والثوم العسقلاني والثوم المزروع.